# ダクグロン県
ダクグロン県（ダクグロンけん、ベトナム語：Huyện Đắk Glong?）は、ベトナム社会主義共和国ダクノン省の県。面積は1,447.76 km²、人口は65,200人（2018年）である。

## 行政区画
7社から構成される。